# Зейналова, Насиба Джангир кызы
Насиба́ Джаханги́р кызы́ Зейна́лова (азерб. Nəsibə Cahangir qızı Zeynalova; 20 апреля 1916, Баку — 10 марта 2004, там же) — азербайджанская актриса, народная артистка Азербайджанской ССР (1967), лауреат Государственной премии Азербайджана (1974 и 1981). Прославилась в основном своими комедийными ролями.

## Жизнь
Родилась 20 апреля 1916 года в Баку в семье купца и актёра Джангира Зейналова. Её отец, основатель национальной реалистической школы актёрского мастерства, всегда мечтал, чтобы дочь продолжила его искусство, но не смог увидеть этого. До начала мартовских событий 1918 года семья Зейналовых бежала в Иран. Джангир скончался от тифа на корабле по пути домой в ноябре 1918 года, когда девочке было два года.
Насиба Зейналова сформировалась и прославилась как один из самых достойных представителей реалистической школы актёрского мастерства. Со школьных времён занималась народными танцами. В 1932 году была зачислена в драматический кружок Рзы Тахмасиба. В 1937 году гастролировала по азербайджанским городам в составе театральной труппы. 4 апреля 1938 года она была принята в труппу Азербайджанского государственного театра музыкальной комедии в качестве актрисы первой категории и одновременно в театральный техникум на актёрский факультет, который окончила в 1942 году.

## Творчество
Учителями и творческими наставниками Насибы Зейналовой были Александр Туганов, Магаррам Гашимов, Агасадыг Герайбейли. В годы учёбы в техникуме она сыграла роли: Катарина («Размягчение причудливой девушки», Уильям Шекспир), Эльвира («Дон Жуан», Жан Батист Мольер), Элизабет («Мария Стюарт», Фридрих Шиллер).
Актриса сыграла в Азербайджанских классических опереттах следующие роли: Гюльпери, тётя Джахан, Санам («Муж и жена», «Аршин мал алан», «Не та, так эта» Узеир Гаджибеков), Мелек ханум и Келек ханум («Пятидесятилетний молодой человек», Зульфугар Гаджибеков).
В её богатой галерее ролей произведения искусства с переводом занимают особое место. Кабато и Барбале («Кето и Котэ», Владимир Долидзе, перевод Шамси Бадалбейли), Зиралдина («Слуга двух господ», Карло Гольдони, музыкальный редактор Шамсаддин Фатуллаев), Зивер ханум («Цветок любви», туркменские драматурги Мухтар Гусейнов и Сулейман Алескеров), Яблоко («Сладкие мечты», перевод А. Сулейманова и Абдуллы Гудрета), Гесия («Песня о Тбилиси», Левон и Шота Милорава, перевод Адиля Бабаева), Гюльбадам («Мать девочки» («Мать любимой»), Георги Хугаев и А. Ованов).
Самый яркий период творчества актрисы связян с разными музыкально-комедийными персонажами. Она считалась незаменимой в исполнении следующих ролей:
- Ханпери («Дервиш Местели шах», Мирза Фатали Ахундов и музыкальный редактор Шамсаддин Фатуллаев)
- Наргиле («Гозун айдын», Мухаррем Ализаде и Фикрет Амиров)
- Шараф и Ниса («Журавль», Сулейман Рустам и Саид Рустамов)
- Месме («Свадьба чья?», Мухаррем Ализаде и Агаси Мешадибейов)
- Зулейха («Улдуз», Сабит Рахман и Сулейман Алескеров)
- Тукез («Гаджи Кара», Шамси Бадалбейли работал над произведением Мирзы Фатали Ахундова и композитры Васиф Адыгёзалов и Рамиз Мустафаев)
- Тарлан («Урекчаланлар», Мамед Саид Ордубади и Фикрет Амиров)
- Земфира («Песня нашей деревни», Керим Керимов и Закир Нариманов)
- Рехшенде («Искатели золота», Гасан Сеидбейли и Тофик Кулиев)
- Муневвер («Одна минута», Мухаррем Ализаде и Гаджи Ханмамедов)
- Кабле Фатма («Путешествие Гаджи Керима на луну», Гуламрза Махмуду, Абульфез Гусейни и Азер Рзаев)
- Шоле ханым, Хейранса, Матан («Озюмюз билерик», «Севиндик гыз ахтарыр», «Олмады эле, олду беле», Шихели Гурбанов и Сулейман Алескеров)
- Мерчан («Сенден мене яр олмаз», Мухаррем Ализаде и Ашраф Аббасов)
- Чехри хала («Алты гызын бири Пери», Мухаррем Ализаде, Тофик Бакиханов и Нариман Мамедов)
- Асынет («Дом наш, тайна наша», Новруз Генджели и Шафига Ахундова)
- Дженнет хала («Свекровь», Меджид Шамхалов и Закир Багиров)
- Гюльянаг («Хардасан ай субайлыг?», Салам Гадирзаде и Сулейман Алескеров)
- Фатма хала («Ахыры яхши олар», Рафига Зека Хандан и Рамиз Мустафаев)
- Зейнаб,Джамиле («Бошанаг, эвленирик» и «Ненемин шахлыг гушу», Алиага Кюрчайлы и Васиф Адыгезалов)
- Чельби («Беш манатлыг гелин», Маммед Сеид Ордубади и Сеид Рустамов)
- Салтанат («Даглар гойнунда», Адиль Исгендеров и Ашраф Аббасов)
- Кызбаджи («Хиджран», Сабит Рахман и Эмин Сабитоглу)
- Назханым («Назханым наз элийир», Мухаррем Ализаде и Назим Аливердибейов)
- Гюлендам («Гоншумузда бир оглан вар», Мухаррем Ализаде и Рамиз Мустафаев)
- Фатма («Двор мой, жизнь моя», Джахангир Мамедов, Тофик Бакиханов и Нариман Мамедов)
- Баллы («Гызыл той», Рамиз Гейдар и Октай Кязимов)
- Гемер («Негмели Кёнул», Халиде Гасилова и Эмин Сабитоглу)

Особенно богатые выражения в ролях Дженнет хала, Наргиле и Зулейхи, национальный юмор и естественность являются редкими жемчужинами азербайджанской сцены. Участвовавшая в десятках юмористических телевизионных демонстраций, телевизионных спектаклях актриса также снималась во многих азербайджанских фильмах. Из них самыми известными образами являлись: Фатманисе («Мачеха»), Телли («Великая опора»), Зулейха («Звезда»), Дженнет хала («Свекровь»), Гюльсум («Приключения Моллы Фатали»), Асли хала («Украли жениха»).
За большой вклад в развитие музыкального театра Азербайджанской Республики 24 мая 1960 года была удостоена почётного звания заслуженной артистки, а в 1967 году удостоилась почётного звания народной артистки.
В 1974 году за роль в музыкальной комедии «Хиджран» была награждена Государственной премией Азербайджана ().
В 1974 году Рауф Казимовский снял телевизионный фильм о её творчестве «Улыбка актрисы».
Скончалась 10 марта 2004 года в Баку. Похоронена на Аллее почётного захоронения. Актриса внесла большой вклад в развитие азербайджанского и советского кинематографа.

## Память
В честь Насибы Зейналловой названы:
- Азербайджанский Молодёжный театр

Могила Насибы Зейналовой на Аллее почётного захоронения в Баку.

Мемориальная доска на стене дома в Баку, в котором жила Насиба Зейналова.

- Нефтеналивной танкер (порт приписки Таганрог).

## Награды
- Заслуженная артистка Азербайджанской ССР (1960)
- Народная артистка Азербайджанской ССР (1967)
- Лауреат Государственной премии Азербайджанской ССР (1974)[2]
- Орден «Слава» (Азербайджан) (1997)
- Орден Октябрьской Революции (1976)
- Орден Трудового Красного Знамени (1971)
- Орден Дружбы народов (22.08.1986)
- Орден «Знак Почёта» (09.06.1959)
- Медаль «В ознаменование 100-летия со дня рождения Владимира Ильича Ленина» (1970)
- Медаль «За победу над Германией в Великой Отечественной войне 1941—1945 гг.»
- Медаль «За доблестный труд в Великой Отечественной войне 1941—1945 гг.»
- Медаль «Двадцать лет победы в Великой Отечественной войне 1941—1945 гг.»
- Медаль «Тридцать лет Победы в Великой Отечественной войне 1941—1945 гг.»
- Медаль «Сорок лет Победы в Великой Отечественной войне 1941—1945 гг.»
- Медаль «50 лет Победы в Великой Отечественной войне 1941—1945 гг.»
- Медаль «Ветеран труда»
- Золотая медаль «Театральный деятель»[азерб.] (2004, Союз театральных деятелей Азербайджана)[1][3]
- Персональная стипендия Президента Азербайджанской Республики (2002)[4]

## Семья
Сын Джахангир Новрузов, внучка Насиба Новрузова.

## Фильмография
- 1958 — Мачеха
- 1960 — Приключение муллы
- 1962 — Великая опора
- 1964 — Любовь и лимандры
- 1968 — Именем закона
- 1969 — Я помню тебя, учитель
- 1969 — Кура неукротимая
- 1970 — Ищите девушку
- 1973 — Парни нашей улицы
- 1974 — 1001-й гастроль
- 1975 — Любовь с первого взгляда
- 1976 — Цена счастья
- 1978 — Свекровь
- 1979 — Я придумываю песню
- 1981 — За закрытой дверью
- 1981 — Не бойся, я с тобой
- 1985 — Украли жениха
- 1986 — Окно печали
- 1986 — Особые обстоятельства
- 1993 — Расстрел отменяется
- 1995 — Сон